# Holdenstedt
Holdenstedt este o comună din landul Saxonia-Anhalt, Germania.